# Gennes-sur-Seiche
Pour les articles homonymes, voir Gennes.
Gennes-sur-Seiche est une commune française située dans le département d'Ille-et-Vilaine en Région Bretagne, peuplée de 943 habitants.

## Géographie
Commune des Marches de Bretagne marquant la limite entre la Bretagne et le Bas-Maine.

### Communes limitrophes
|                               | Argentré-du-Plessis |          |
| Saint-Germain-du-Pinel        | Gennes-sur-Seiche   | Brielles |
| Moutiers, Availles-sur-Seiche | Cuillé Mayenne      |          |

### Hydrographie
Pour un article plus général, voir Réseau hydrographique d'Ille-et-Vilaine.
La commune est située dans le bassin Loire-Bretagne. Elle est drainée par la Seiche, le Salé,,.
La Seiche, d'une longueur de 97 km, prend sa source dans la commune du Pertre et se jette  dans la Vilaine à Bruz, après avoir traversé 24 communes. 

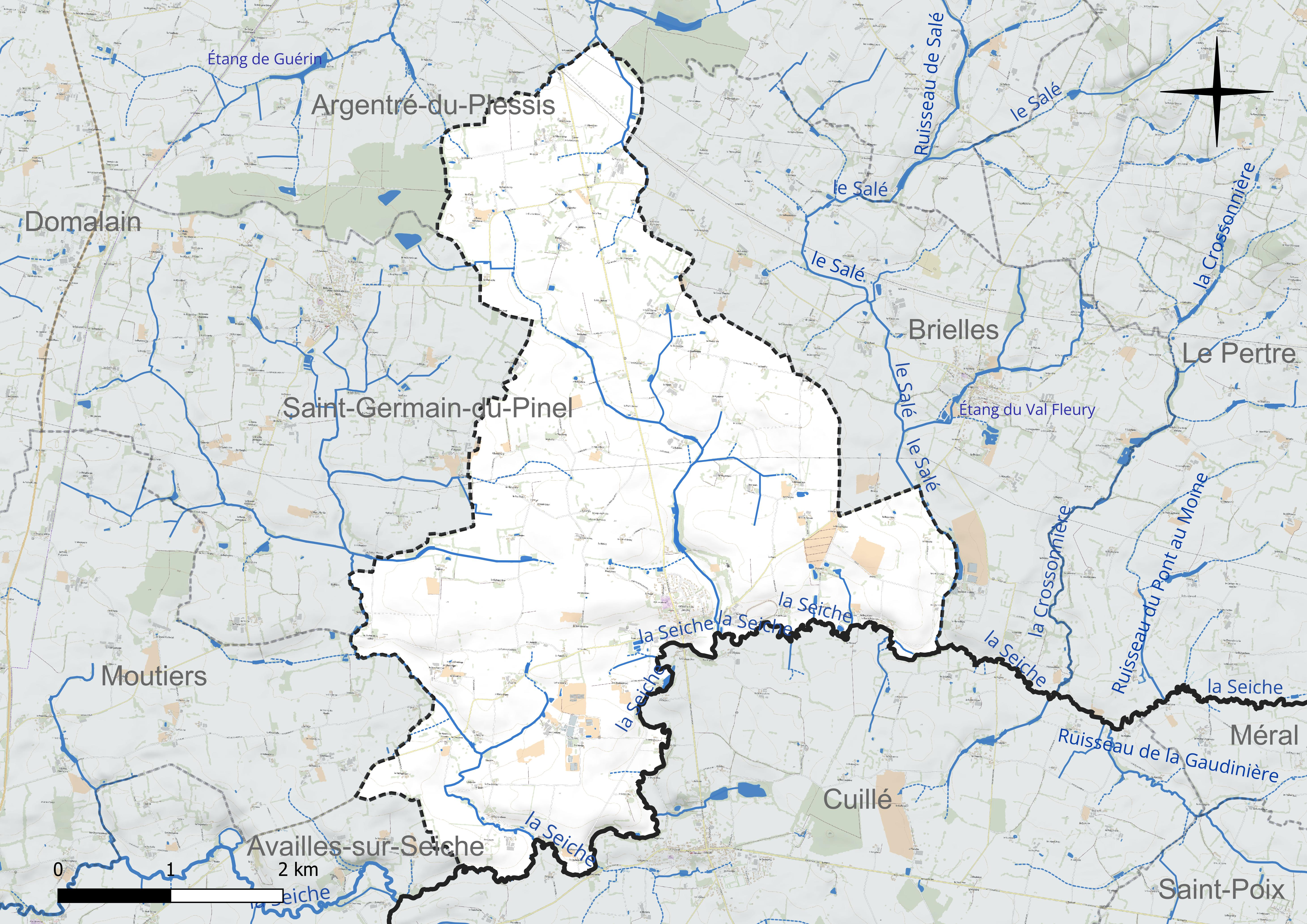
Réseau hydrographique de Gennes-sur-Seiche.

### Climat
Pour des articles plus généraux, voir Climat de la Bretagne et Climat d'Ille-et-Vilaine.
En 2010, le climat de la commune est de type climat océanique altéré, selon une étude du CNRS s'appuyant sur une série de données couvrant la période 1971-2000. En 2020, Météo-France publie une typologie des climats de la France métropolitaine dans laquelle la commune est exposée à un climat océanique et est dans la région climatique  Bretagne orientale et méridionale, Pays nantais, Vendée, caractérisée par une faible pluviométrie en été et une bonne insolation. Parallèlement l'observatoire de l'environnement en Bretagne publie en 2020 un zonage climatique de la région Bretagne, s'appuyant sur des données de Météo-France de 2009. La commune est, selon ce zonage, dans la zone « Sud Est », avec des étés relativement chauds et ensoleillés.  
Pour la période 1971-2000, la température annuelle moyenne est de 11,4 °C, avec une amplitude thermique annuelle de 13,3 °C. Le cumul annuel moyen de précipitations est de 755 mm, avec 12,8 jours de précipitations en janvier et 7,3 jours en juillet. Pour la période 1991-2020, la température moyenne annuelle observée sur la station météorologique la plus proche, située sur la commune de Ballots à 12 km à vol d'oiseau, est de 11,8 °C et le cumul annuel moyen de précipitations est de 782,1 mm,. Pour l'avenir, les paramètres climatiques de la commune estimés pour 2050 selon différents scénarios d'émission de gaz à effet de serre sont consultables sur un site dédié publié par Météo-France en novembre 2022.

## Urbanisme

### Typologie
Au 1er janvier 2024, Gennes-sur-Seiche est catégorisée commune rurale à habitat dispersé, selon la nouvelle grille communale de densité à sept niveaux définie par l'Insee en 2022.
Elle est située hors unité urbaine. Par ailleurs la commune fait partie de l'aire d'attraction de Vitré, dont elle est une commune de la couronne,. Cette aire, qui regroupe 30 communes, est catégorisée dans les aires de 50 000 à moins de 200 000 habitants,.

### Occupation des sols
L'occupation des sols de la commune, telle qu'elle ressort de la base de données européenne d'occupation biophysique des sols Corine Land Cover (CLC), est marquée par l'importance des territoires agricoles (95,6 % en 2018), une proportion sensiblement équivalente à celle de 1990 (96,1 %). La répartition détaillée en 2018 est la suivante : 
zones agricoles hétérogènes (56,6 %), terres arables (33,1 %), prairies (6 %), zones urbanisées (2,8 %), zones industrielles ou commerciales et réseaux de communication (1,3 %), forêts (0,3 %). L'évolution de l'occupation des sols de la commune et de ses infrastructures peut être observée sur les différentes représentations cartographiques du territoire : la carte de Cassini (XVIIIe siècle), la carte d'état-major (1820-1866) et les cartes ou photos aériennes de l'IGN pour la période actuelle (1950 à aujourd'hui).

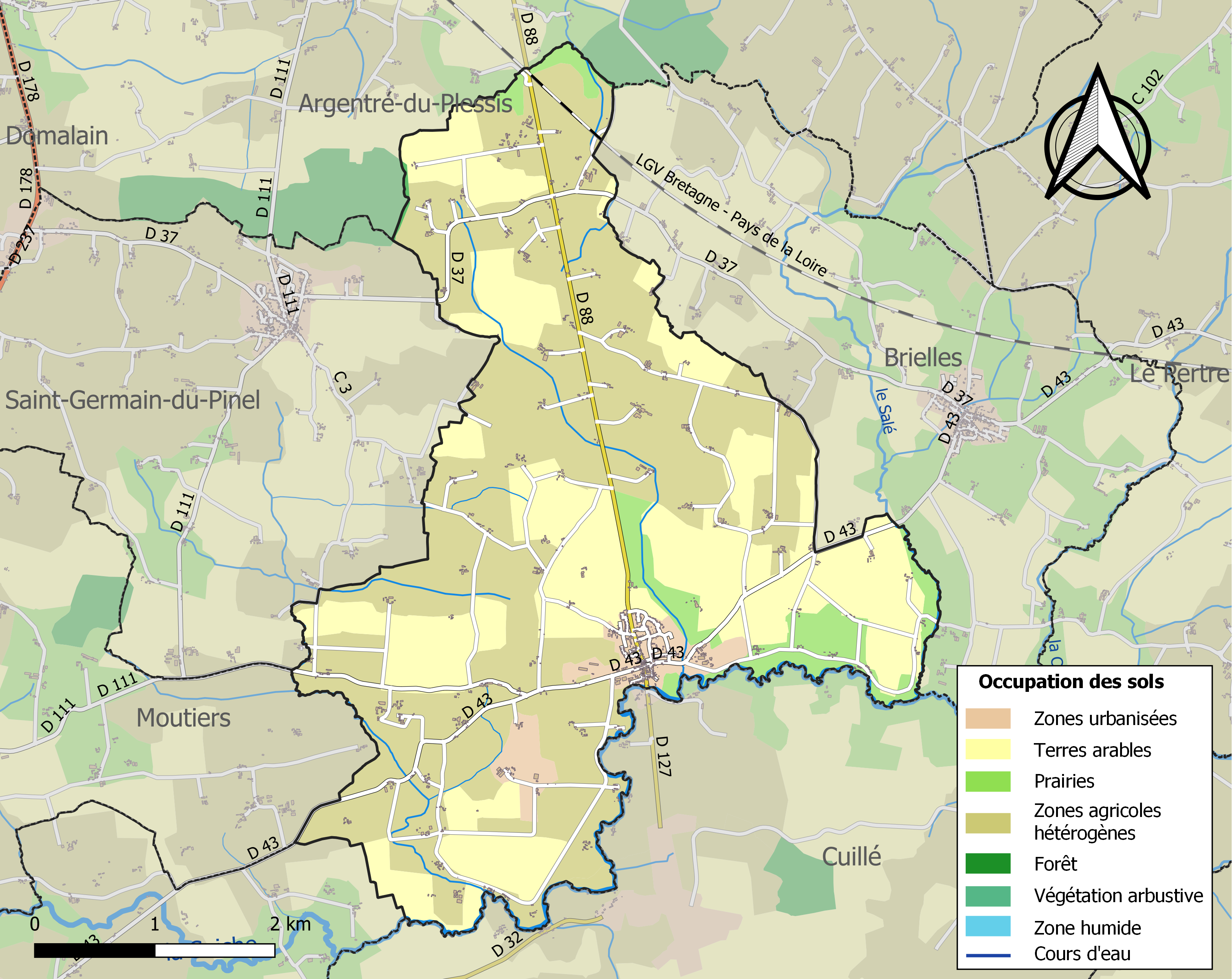
Carte des infrastructures et de l'occupation des sols de la commune en 2018 (CLC).

## Toponymie
Attestée sous la forme Gena en 1065 et Genis en 1299.
Du terme gaulois genou (prononcé « guenou ») au même sens de bouche, d'embouchure[réf. souhaitée] (l'embouchure de la rivière la Seiche).
En 1958, le nom de la commune de Gennes a été modifié en Gennes-sur-Seiche.

## Histoire

### Moyen Âge
Gennes eut pour seigneur, à la fin du XIe siècle, un ancêtre de Bertrand Duguesclin, prénommé Pierre, qui y possédait le manoir de la Roberie. En 1270, l'un des descendants de ce Pierre Duguesclin s'allia à la famille de Broons, et son fils aîné, Robert Duguesclin, seigneur de Broons, époux de Jeanne Mallemains, fut le père du grand connétable Bertrand Duguesclin. La postérité de cette famille s'éteignait en 1760 et le manoir de la Roberie passa aux mains de la famille de Gèvres, par le mariage de l'un de ses membres avec Françoise-Marie Duguesclin.
En 1299 l'évêque de Rennes, Égide visita Gennes, qui était alors un prieuré ; n'y ayant trouvé aucun religieux, ni desservant, il la réunit à la paroisse de Brielles.
La paroisse de Gennes dépendait autrefois de la châtellenie du Désert, qui appartint aux barons de Châteaubriant, puis à ceux de Vitré à partir de 1542, et disposait du droit de haute justice. Le chef-lieu de la châtellenie du Désert se trouvait au manoir de la Rivière du Désert, en Visseiche, et s'étendait sur le territoire des paroisses d'Availles, Bais, Brielles, Chancé, Domalain, Gennes, Moulins, Moutiers, Le Pertre, Saint-Germain-du-Pinel, Vergéal et Visseiche[réf. souhaitée].
Selon un aveu de 1475 le seigneur de Gazon (en Pocé-les-Bois), « noble escuyer Robert Busson, (...) subjet de très redoubté seigneur Guy compte de Laval, seigneur de Vitré et de Chevré » possédait un fief qui s'étendait en Brielles, Gennes et Le Pertre.

### Temps modernes
La cure était présentée par l'abbé de Saint-Serge d'Angers.

### Révolution française
La population de la commune est favorable aux changements apportés par la Révolution française, surtout après la fin de la Terreur. La principale fête révolutionnaire est celle célébrant l'anniversaire de l'exécution de Louis XVI, accompagnée d'un serment de haine à la royauté et à l'anarchie, fêtée à partir de 1795. La fête de la Jeunesse, au printemps, est également fêtée.

### LeXXesiècle

#### La Belle Époque
Lors du recensement de 1901, on compte 53,3 % d'agriculteurs, 10,13 % de journaliers et en plus de nombreux domestiques parmi la population active de la commune de Gennes-sur-Seiche.
Le Journal officiel du 13 mars 1903 indique que Louis Félix Ollivier, député des Côtes-du-Nord, a déposé sur le bureau de l'Assemblée nationale une pétition hostile à la politique menée par le gouvernement d'Émile Combes signée entre autres par 243 habitants de Gennes-sur-Seiche.
Le Journal officiel publie le 4 septembre 1909 un décret attribuant au bureau de bienfaisance de Gennes les biens placés sous séquestre et ayant appartenu à la fabrique de l'église.

## Politique et administration

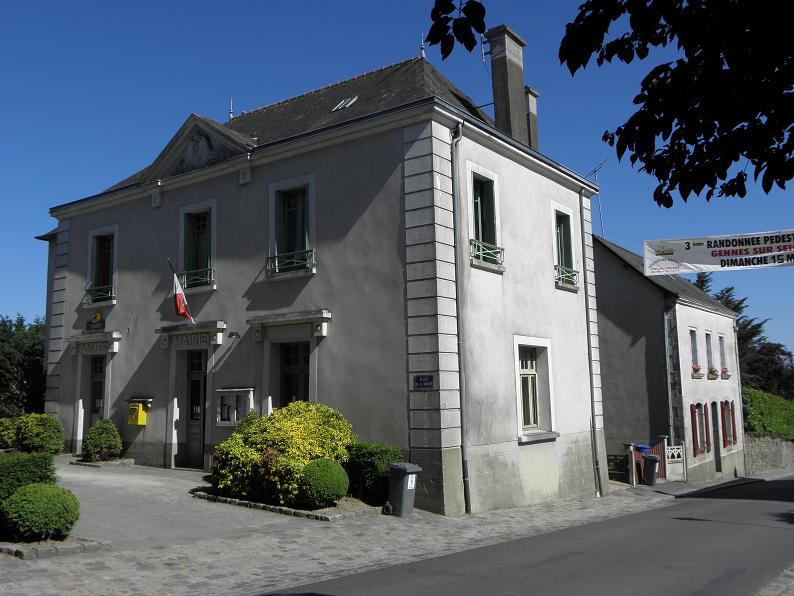
La mairie.

### Héraldique
| Blason de Gennes-sur-Seiche | Blason  | D'azur aux trois loups d'or. |
| Blason de Gennes-sur-Seiche | Détails |                              |

## Démographie
L'évolution du nombre d'habitants est connue à travers les recensements de la population effectués dans la commune depuis 1793. Pour les communes de moins de 10 000 habitants, une enquête de recensement portant sur toute la population est réalisée tous les cinq ans, les populations de référence des années intermédiaires étant quant à elles estimées par interpolation ou extrapolation. Pour la commune, le premier recensement exhaustif entrant dans le cadre du nouveau dispositif a été réalisé en 2004.
En 2022, la commune comptait 943 habitants, en évolution de −0,95 % par rapport à 2016 (Ille-et-Vilaine : +5,46 %, France hors Mayotte : +2,11 %).
| 1793  | 1800  | 1806  | 1821  | 1831  | 1836  | 1841  | 1846  | 1851  |
| ----- | ----- | ----- | ----- | ----- | ----- | ----- | ----- | ----- |
| 2 076 | 1 976 | 1 884 | 1 756 | 1 789 | 1 704 | 1 648 | 1 692 | 1 794 |

| 1856  | 1861  | 1866  | 1872  | 1876  | 1881  | 1886  | 1891  | 1896  |
| ----- | ----- | ----- | ----- | ----- | ----- | ----- | ----- | ----- |
| 1 687 | 1 587 | 1 535 | 1 408 | 1 419 | 1 368 | 1 373 | 1 334 | 1 631 |

| 1901  | 1906  | 1911  | 1921  | 1926  | 1931  | 1936  | 1946  | 1954  |
| ----- | ----- | ----- | ----- | ----- | ----- | ----- | ----- | ----- |
| 1 257 | 1 202 | 1 183 | 1 035 | 1 077 | 1 074 | 1 049 | 1 049 | 1 017 |

| 1962 | 1968 | 1975 | 1982 | 1990 | 1999 | 2004 | 2006 | 2009 |
| ---- | ---- | ---- | ---- | ---- | ---- | ---- | ---- | ---- |
| 931  | 887  | 789  | 758  | 742  | 740  | 761  | 775  | 805  |

| 2014 | 2019 | 2022 | - | - | - | - | - | - |
| ---- | ---- | ---- | - | - | - | - | - | - |
| 919  | 946  | 943  | - | - | - | - | - | - |

En 2017, Gennes-sur-Seiche était, selon l'INSEE, après Dourdain, la commune d'Ille-et-Vilaine où les retraités avaient le plus faible revenu imposable (15 819 euros).

## Économie

### Transports
La commune est desservie par la ligne de bus no 6 de Vitré Communauté.

## Culture locale et patrimoine

### Lieux et monuments

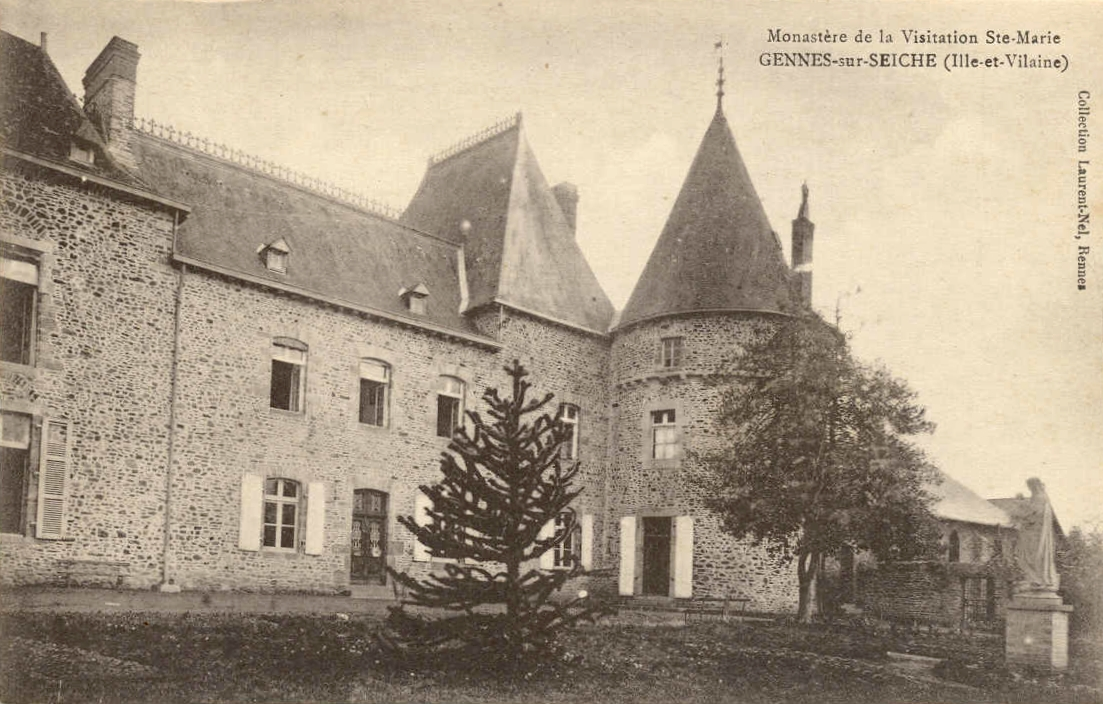
Le château de la Motte.

La commune compte un monument historique :
- L'église Saint-Sulpice, mentionnée au XIe siècle, le bâtiment actuel date des XVIe et XVIIe siècles, repris au XIXe par Arthur Regnault. Pendant la Ligue, elle fut munie d'un gros clocher carré dans un but militaire ; des mâchicoulis sont encore visibles à l'intérieur. Cette église rassemble un imposant ensemble de cinq retables lavallois du XVIIe siècle (1673 à 1676). Au maître-autel trône un tabernacle de bois doré à ailes et miroirs. L'église a été inscrite par arrêté du 14 octobre 1926[33].

Autres monuments notables :
- Le château de la Motte : construit au XVIe siècle, XVIIe siècle et XVIIIe siècle[34].
- La Grand-Cour construite au 3e quart du XVIIe siècle – 1653.

### Personnalités liées à la commune
- Abbé Jean Chaupitre, prêtre et homéopathe, né à Gennes-sur-Seiche en 1859, décédé à Naples en 1934. Il est inhumé dans sa commune natale. Sur sa tombe on peut lire l'épitaphe suivante : « Il mit tout son cœur de prêtre et sa science médicale à soulager les misères humaines qui, de partout, se présentaient à lui ». Convaincu de l'efficacité de l'homéopathie, à la suite de la guérison d'un ulcère à l'estomac par un confrère homéopathe, il se lance dans la mise au point de remèdes. Il s'installe à Rennes et rencontre un succès très important grâce à ses préparations homéopathiques devenues les fameuses « gouttes de l'Abbé Chaupitre ». Poursuivi en justice à la suite des plaintes de médecins et de pharmaciens, il décide de partir à l'étranger où il décède en 1934.
- Xavier Bisaro, musicologue, chantre et musicien, professeur de musicologie à l'université François-Rabelais de Tours, et directeur adjoint du Centre d'études supérieures de la Renaissance (CESR), habita longtemps Gennes-sur-Seiche, dont il était conseiller municipal. Il y est décédé brutalement le 17 juin 2018 et repose au cimetière communal. Auteur de nombreux ouvrages de musicologie historique, on lui doit en particulier Chanter toujours, Plain-chant et religion villageoise dans la France moderne (XVIe – XIXe siècle), PUR, 2010, 246 pages.